# ImgBurn
ImgBurn ist ein Freeware-Brennprogramm, das seit 2005 von dem Softwarehersteller LIGHTNING UK! entwickelt wird. Installiert ist es nicht größer als 3,10 MB.

## Geschichte
Am 4. Oktober 2005 wurde die erste Final-Version 1.0.0.0 veröffentlicht. CSS-Verschlüsselungen und Kopierschutzmechanismen können aus gesetzlichen Gründen nicht entfernt werden, wobei ersteres beim Vorgängerprodukt DVD Decrypter noch möglich war. Ab Version 2.5.1.0 enthielt ImgBurn die Ask-Toolbar als optionale (bei der Installation abwählbare) Adware. Version 2.5.8.0 enthält im Installer das Adware-Modul OpenCandy, welches unter Umständen ungefragt und nicht abwählbar weitere Software auf den Computer installiert, auch könnten gute Antivirenprogramme die Installation blockieren. Deshalb sollte ImgBurn von der Kommandozeile aus mit der Option /nocandy installiert werden, also (bei Version 2.5.8.0) SetupImgBurn_2.5.8.0.exe /nocandy.

## Versionsgeschichte
In dieser Tabelle sind nur die wichtigsten und größten Neuerungen enthalten. Stabilitäts- oder Sicherheitsupdates sowie andere kleine Änderungen werden nicht erwähnt.
| 1.0.0.0 | 4. Oktober 2005    | Erste Finale Version: Unterstützung von image double layer burning, kann Image-Dateien überprüfen, zeigt den Status während des Brennvorgangs an |
| 1.1.0.0 | 2. Dezember 2005   | Hinzufügung der Funktionen verify mode und Discovery mode, eine Funktion, die vor dem Brennen testet, ob die CD oder DVD genug Speicherplatz hat, Hinzufügung neuer Einstellmöglichkeiten, wie Z. B die Angabe, wie viele Kopien einer CD oder DVD erstellt werden sollen, Unterstützung von Drag and Drop mehrerer Abbilder, neue Buttons, |
| 1.2.0.0 | 22. Februar 2006   | Unterstützung der Funktionen, eine BD-RE zu löschen oder formatieren, neue Buttons, Hinzufügung der Einstellmöglichkeit, ImgBurn als Standard-Programm für Imgae-Dateien, schnelle Brenngeschwindigkeit |
| 1.3.0.0 | 13. April 2006     | Hinzufügung der Funktion Sector Viewer, neues Kontextmenü innerhalb des Programms während des Brennvorgangs, neue Einstellmöglichkeiten, |
| 2.0.0.0 | 5. August 2006     | Neue Funktion Build Mode, die es ermöglicht, ISO-Abbilder zu erstellen, neue Einstellmöglichkeiten, Überarbeitung des Kontextmenüs innerhalb des Programmes, Überarbeitung des Startbildschirms, neue Anpassungsmöglichkeiten im Installationsprogramm, verbesserte Brenngeschwindigkeit                                                    |
| 2.1.0.0 | 11. September 2006 | Neue Buttons, neue Warnmeldungen, einige kleine neue Funktionen |
| 2.2.0.0 | 13. Februar 2007   | Neue Einstellmöglichkeiten, u. a. welche, die Warnmeldungen deaktivieren und die Priorität während des Lese- oder Brennvorgangs können, neue Warnmeldungen, bessere Integration in Windows Vista, wöchentliche Suche nach Updates, neue Version 2.23 des Installationsprogrammes NSIS                                                       |
| 2.3.0.0 | 22. März 2007      | Neuer Erase-Button im Hauptfenster, Bug-Behebung |
| 2.3.1.0 | 9. April 2007      | Kleine neue Funktionen, Behebung von drei Bugs |
| 2.3.2.0 | 12. April 2007     | Bug-Behebung, neue kleine Funktionen |
| 2.4.0.0 | 10. Februar 2008   | Neue Buttons und Icons, Einstellmöglichkeit der Lesegeschwindigkeit, neue Warnmeldungen, Verbesserung der Extract Boot Image-Funktion, Versionshinweise im Installationsprogramm, neue Version 2.35 des NSIS-Installationsprogramms, neue Version 3.02 des UPXexe compressor, Änderung des Aussehens einiger Buttons                        |
| 2.4.1.0 | 1. April 2008      | Einige neue kleine Funktionen, neue Einstellmöglichkeiten, Unterstützung von WavPack, bessere Integration in Windows Vista, Behebung vieler Bugs |
| 2.4.2.0 | 22. Juli 2008      | Kleine Verbesserungen und Bug-Behebung |
| 2.4.3.0 | 1. April 2009      | Neue Einstellmöglichkeiten und Warnmeldungen, Bugbehebung |
| 2.4.4.0 | 10. April 2009     | Neue Einstellmöglichkeiten, detaillierte Schreibegeschwindigkeits-Informationen, Umbenennung einiger Funktionen |
| 2.5.0.0 | 26. Juli 2009      | Bessere Einstellmöglichkeit der Brenngeschwindigkeit, Einstellmöglichkeit zum Deaktivieren der Fix VTS Sectors-Funktion beim Brennen, Integration in das Kontextmenü |
| 2.5.1.0 | 16. März 2010      | Mehr Einstellmöglichkeiten, Neuerungen in der Symbolleiste, einige neue Übersetzungen, neuer Installationsassistent, der nun mehr Auswahlmöglichkeiten bietet, bessere Integration in Windows 7 |
| 2.5.2.0 | 1. September 2010  | Neue Einstellmöglichkeiten und Warnmeldungen |
| 2.5.3.0 | 6. Dezember 2010   | Neuer Button, neue Warnmeldungen, enthält die aktualisierte Version der Ask-Toolbar, Aktualisierung des Memory Managers auf FastMM v4.97, |
| 2.5.4.0 | 12. Dezember 2010  | Behebungen von Bugs |
| 2.5.5.0 | 13. Januar 2011    | Kleine Sicherheits- und Stabilitätsaktualisierungen sowie Bugbehebungen |
| 2.5.6.0 | 4. Oktober 2011    | Behebung von Fehlern und Bugs unter Wine, Aktualisierte Version 1.13.1.0 der Ask-Toolbar im Installationspaket enthalten, Umbenennung einiger Warnmeldungen |
| 2.5.7.0 | 29. März 2012      | Verbesserte Erkennung der Systemsprache, verbesserter Umgang mit Fehlern beim Brennvorgang, Behebung eines Problems, das bei zu langen Dateinamen eine Fehlermeldung und weitere Einschränkungen verursacht |
| 2.5.8.0 | 16. Juni 2013      | Aktuelle Version Unterstützung von „überbrennen“ mit Hilfe des „BurnerMax Payload“, Unterstützung für einen größeren Puffer, Behebung von verschiedenen Fehlern |
| Legende:Ältere Version; nicht mehr unterstütztÄltere Version; noch unterstütztAktuelle VersionZukünftige Version |                    | |

## Funktionen
ImgBurn kann DVDs und CDs kopieren, diese verifizieren und einzelne Dateien auf einen Datenträger brennen. Auch können ISO-Abbilder erstellt und gebrannt, Datenträger formatiert, gelöscht und überprüft werden. Die Software unterstützt die Formate BIN, CDI, CDR, CUE, DVD, GCM, GI, IBQ, IMG, ISO, LST, MDS, NRG, PDI, UDI und noch mehr.

## Verbreitung und Benutzung
ImgBurn wurde bekannt durch die Unterstützung vieler Formate und Abbilder für HD-DVD und Blu-ray und seiner Funktionsvielfalt. Erfolg hat es auch, da es viele Funktionen unterstützt, die sonst meist nur kostenpflichtige Brennprogramme besitzen.

## Einschränkungen
- Brennen und Kopieren von Multisession-CDs ist mit ImgBurn nicht möglich.[10]
- Das Auslesen und Schreiben von Subchannel-Data wird nicht unterstützt[11].
- Medien können nicht direkt kopiert werden; zuvor muss erst eine Abbilddatei (.iso) vom Datenträger erstellt werden, die danach auf einen leeren Datenträger geschrieben werden kann.